# Speliosiro
Speliosiro is een geslacht van hooiwagens uit de familie Pettalidae.
De wetenschappelijke naam Speliosiro is voor het eerst geldig gepubliceerd door Lawrence in 1931. 

## Soorten
Speliosiro is monotypisch en omvat slechts de volgende soort:
- Speliosiro argasiformis